# Francesc Xavier Altés i Aguiló
Francesc Xavier Altés i Aguiló (Barcelona, 9 d'abril de 1948 - Monestir de Montserrat, 19 de juliol de 2014) fou un monjo del Monestir de Montserrat, expert en litúrgia, bibliografia i història. Nascut en la família dels impressors Altés de Barcelona, inicià la seva vocació religiosa al monestir cistercenc de Santa Maria de Solius el 1968, fent-hi la professió simple el febrer de 1970 i la solemne el 25 d'abril de 1976. Mentrestant, es llicencià en Teologia el 1977, especialitzant-se en litúrgia.
En agost de 1979 va entrar al monestir benedictí de Montserrat, on fou ordenat sacerdot el 1987. Del 1980 al 1984 fou responsable del taller d'enquadernació i del 1986 al 1988, director de la biblioteca del Monestir. Des del 1982 també fou conservador de la Secció de Llibres del segle xvi i des del 1983 membre de la Societat Catalana d'Estudis Litúrgics.
Ha publicat nombrosos articles i llibres sobre història de Montserrat, bibliografia i història dels manuscrits i de la impremta i sobre litúrgia, sobretot des d'un punt de vista històric. Tant pel bagatge familiar com pels estudis a l'École des Chartes (París), era un expert en història del llibre, i fou membre de la Comissió per a la Revisió dels Llibres Litúrgics Hispanomossàrabs, i membre de la Societat Verdaguer. Entre els seus llibres, hi ha l'estudi de l'edició facsímil del Llibre Vermell de Montserrat, Història de Montserrat (888-1258), L'església nova de Montserrat, El diplomatari del monestir de Santa Cecília de Montserrat, Annals de Montserrat, 1258-1485 o La imatge de la Mare de Déu de Montserrat.
Morí de càncer després de publicar el llibre sobre el paper de l'arquitectura modernista a la història de Montserrat titulat Antoni Gaudí i Montserrat. El primer misteri de Glòria del Rosari Monumental (Pamsa, 2013), i publicat amb Anton Baraut Guila i el també monjo Josep Galobart i Soler.